# Зузі Волльшлеґер
Зузі Волльшлеґер (нім. Susie Wollschläger, 5 травня 1965) — німецька хокеїстка на траві.
Срібна призерка Олімпійських Ігор 1992 року, учасниця 1988, 1996 років.